# Gung S
Gung S (궁S?, lett. Palazzo S; titolo internazionale Prince Hours) è una serie televisiva sudcoreana trasmessa su MBC dal 10 gennaio al 15 marzo 2007. È lo spin-off della serie Gung.

## Trama
La serie è ambientata in un universo alternativo in cui la Corea del XXI secolo è una monarchia costituzionale.
La giovane Hwa-in diventa imperatrice dopo la morte improvvisa del re: essendo una trentenne single, la corte non la rispetta e i conservatori complottano per strapparle la corona e darla a un uomo. Per sopravvivere, Hwa-in porta a palazzo Lee Hoo, un principe cresciuto tra il popolo e all'oscuro dei propri regali natali, che lavora come ragazzo delle consegne per un ristorante cinese. Lee Hoo, figlio di uno zio dell'imperatrice, inizia a essere istruito per succedere a Hwa-in, ma a corte arriva un altro aspirante erede, Lee Joon.

## Personaggi

### Personaggi principali
- Kang Hoo/Lee Hoo, interpretato da SE7EN.
- Yang Soon-ae, interpretata da Huh E-jae.
- Lee Joon, interpretato da Kang Doo.
- Shin Sae-ryung, interpretata da Park Shin-hye.
- Regina Hwa-in, interpretata da Myung Se-bin.
- Alexander, interpretato da Marc Andre Jourdan.
- Regina madre, interpretata da Oh Mi-hee.

### Personaggi ricorrenti
- Granduca Hyo-sung, interpretato da Ha Jae-young.
- Hyo-jang, interpretato da Chun Ho-jin.
- Jang Yoon-hee, interpretata da Yoon Ye-hee.
- Min Shi-yeon, interpretata da Cha Hyun-jung.
- Min Young-hyun, interpretata da Lee Hong-pyo.
- Shi Jong-gwan, interpretata da Jeon Hye-soo.
- Ma Young-nam, interpretata da Seo Song-hee.
- In-woo, interpretato da Seo Young-don.
- Min-hyuk, interpretato da So Do-bi.
- Kwak Nae-kwan, interpretato da Lee Man-young.
- Bulman, interpretato da Song Baek-kyung.

## Ascolti
| Episodio | Data di trasmissione | Dati TNSM (a livello nazionale) |
| -------- | -------------------- | ------------------------------- |
| 1        | 10 gennaio 2007      | 15,3%                           |
| 2        | 11 gennaio 2007      | 14,3%                           |
| 3        | 17 gennaio 2007      | 12,5%                           |
| 4        | 18 gennaio 2007      | 11,7%                           |
| 5        | 24 gennaio 2007      | 10,2%                           |
| 6        | 25 gennaio 2007      | 9,3%                            |
| 7        | 31 gennaio 2007      | 9,0%                            |
| 8        | 1 febbraio 2007      | 9,0%                            |
| 9        | 7 febbraio 2007      | 6,5%                            |
| 10       | 8 febbraio 2007      | 5,9%                            |
| 11       | 14 febbraio 2007     | 6,8%                            |
| 12       | 15 febbraio 2007     | 6,4%                            |
| 13       | 21 febbraio 2007     | 5,2%                            |
| 14       | 22 febbraio 2007     | 5,9%                            |
| 15       | 28 febbraio 2007     | 4,8%                            |
| 16       | 1 marzo 2007         | 5,3%                            |
| 17       | 7 marzo 2007         | 4,9%                            |
| 18       | 8 marzo 2007         | 4,7%                            |
| 19       | 14 marzo 2007        | 4,2%                            |
| 20       | 15 marzo 2007        | 4,6%                            |
| Media    | Media                | 7,8%                            |

## Colonna sonora
1. Goong S (궁S)
2. Miracle – Howl
3. Words I Could Not Tell You (전하지 못할 말) – J
4. Trees (나무) – A&P
5. Remember (Drama Ver.) – Dong Bang Shin Ki
6. Together With You (너와 함께) – Vanilla Unity
7. Super Bike (Drama Ver.) – Yellow Tail
8. Wishing for Love (사랑바라기) – Sorea
9. Good Good (Drama Ver.) (좋아좋아) – Vanilla Unity
10. Miracle Ballad Orc. Version
11. Hwain (화인)
12. Who?
13. Gyeongbokgung Jig (경복궁 Jig)
14. Secret Waltz
15. When the Wind Comes, I Think of You (風來君相億(풍래군상억))
16. Palace Story (궁 이야기)
17. Secret Waltz (With Strings)
18. Window Closed from the Outside (밖으로 닫힌 창)
19. A World Like Clouds (구름 같은 세상)
20. Miracle Happy Run Ver.

## Distribuzioni internazionali
| Paese       | Canale/i             | Prima TV                      | Titolo adottato                                    |
| ----------- | -------------------- | ----------------------------- | -------------------------------------------------- |
| Stati Uniti | LA18                 | 21 febbraio-25 aprile 2007    |                                                    |
| Giappone    | MNet Japan           | 9 giugno 2007-?               | 宮S -Secret Prince- (Palazzo S - Principe segreto) |
| Hong Kong   | TVB Japanese Drama 1 | 16 giugno-18 agosto 2007      | 宮S (Palazzo S)                                    |
| Thailandia  | Channel 7            | 17 giugno-12 agosto 2007      |                                                    |
| Taiwan      | GTV                  | 4 luglio-9 agosto 2007        | 我的野蠻王子 (Il mio principe barbaro)             |
| Vietnam     | HTV7                 | 8 agosto 2007-21 agosto 2007  | Được làm hoàng tử                                  |
| Indonesia   | Indosiar             | 13 settembre 2007-?           |                                                    |
| Singapore   | Channel U            | 13 ottobre-8 dicembre 2007    |                                                    |
| Malaysia    | 8TV                  | 26 marzo-2 maggio 2008        |                                                    |
| Turchia     | TRT 1                | 29 gennaio-25 febbraio 2009   | Zoraki Prens (Principe costretto)                  |
| Cina        | STAR Xing Kong       | 7 settembre-20 settembre 2012 | 宮S (Palazzo S)                                    |